# Sinosoronia
Sinosoronia – wymarły rodzaj chrząszczy z rodziny Trogossitidae i podrodziny Lophocaterinae. Jest taksonem monotypowym, obejmującym tylko jeden gatunek, Sinosoronia longiantenna. Żył w kredzie dolnej na terenie obecnych Chin.

## Taksonomia
Rodzaj i gatunek typowy opisane zostały w 1992 roku przez Zhang Junfenga na łamach Acta Entomologica Sinica. Opisu dokonano na podstawie pojedynczej skamieniałości odnalezionej w Formacj Laiyang, w Nanligezhuang, w Tuanwang, w mieście na prawach powiatu Laiyang na terenie chińskiej prowincji Szantung. Okaz znaleziono w trzecim ogniwie formacji, datowanym na apt w kredzie. Nazwa rodzajowa oznacza po łacinie „chińska lizaczka”.
Zhang zaliczył ten rodzaj do rodziny łyszczynkowatych z nadrodziny zgniotków. W 2008 roku Jiří Kolibáč i Huang Diying przeklasyfikowali go do plemienia Ancyronini, zaliczając je do podrodziny Peltinae w rodzinie Trogossitidae. Jeszcze w tym samym roku Kolibáč przeniósł Ancyronini do podrodziny Lophocaterinae. Klasyfikację tę podtrzymano w przeglądzie rodziny Trogossitidae z 2013 roku.

## Morfologia
Chrząszcz ten miał owalne ciało osiągające około 2,3 mm długości i 1,3 mm szerokości. Mniej więcej tak szeroka jak długa głowa zaopatrzona była w okrągłe, wyłupiaste oczy złożone oraz duże żuwaczki. Czułki były 1,2 raza dłuższe niż głowa i przedplecze razem wzięte. Cechowały się zgrubiałym trzonkiem, dwukrotnie dłuższymi niż szerokimi członami biczyka i wydłużoną, nieznacznie poszerzoną ku szczytowi, luźno zestawioną buławką. Przedplecze było 2,1 raza szersze niż długie, przedni brzeg miało prosty w części środkowej i łukowato wygięty ku przodowi w częściach bocznych, kąty przednie ostre, brzegi boczne łukowate, kąty tylne wydatne, a brzeg tylny falisty. Długość i szerokość małej, półkolistej tarczki były zbliżone. Pokrywy miały ściśle przylegające do przedplecza brzegi przednie, zaokrąglone barki, lekko łukowate brzegi zewnętrzne i wewnętrzne, ostre wierzchołki oraz pozbawioną rzędów powierzchnię. Pojedyncza pokrywa była 2,6 raza dłuższa niż szeroka i wyraźnie wykraczała poza czubek odwłoka.